# Hormona concentradora de melanina
La hormona concentradora de melanina (MCH) es un péptido orexinogénico hipotalámico de 19 aminoácido cíclicos aislada originalmente de la glándula pituitaria de los peces teleósteos donde controla la pigmentación de la piel.
En los mamíferos, la MCH está involucrada en la regulación de la conducta alimenticia, el estado de ánimo y el equilibrio energético. Las neuronas que expresan la MCH están situadas en el hipotálamo lateral y la zona incerta. A pesar de esta distribución, las neuronas MCH se proyectan ampliamente por todo el cerebro. Los ratones sin MCH son hipofágicos (comen menos) y son delgados. Cuando se le administra centralmente, el ratón incrementa su ingesta de comida y sube de peso.